# East Redmond
East Redmond az Amerikai Egyesült Államok északnyugati részén, Washington állam King megyéjében elhelyezkedő önkormányzat nélküli település.

## Történet

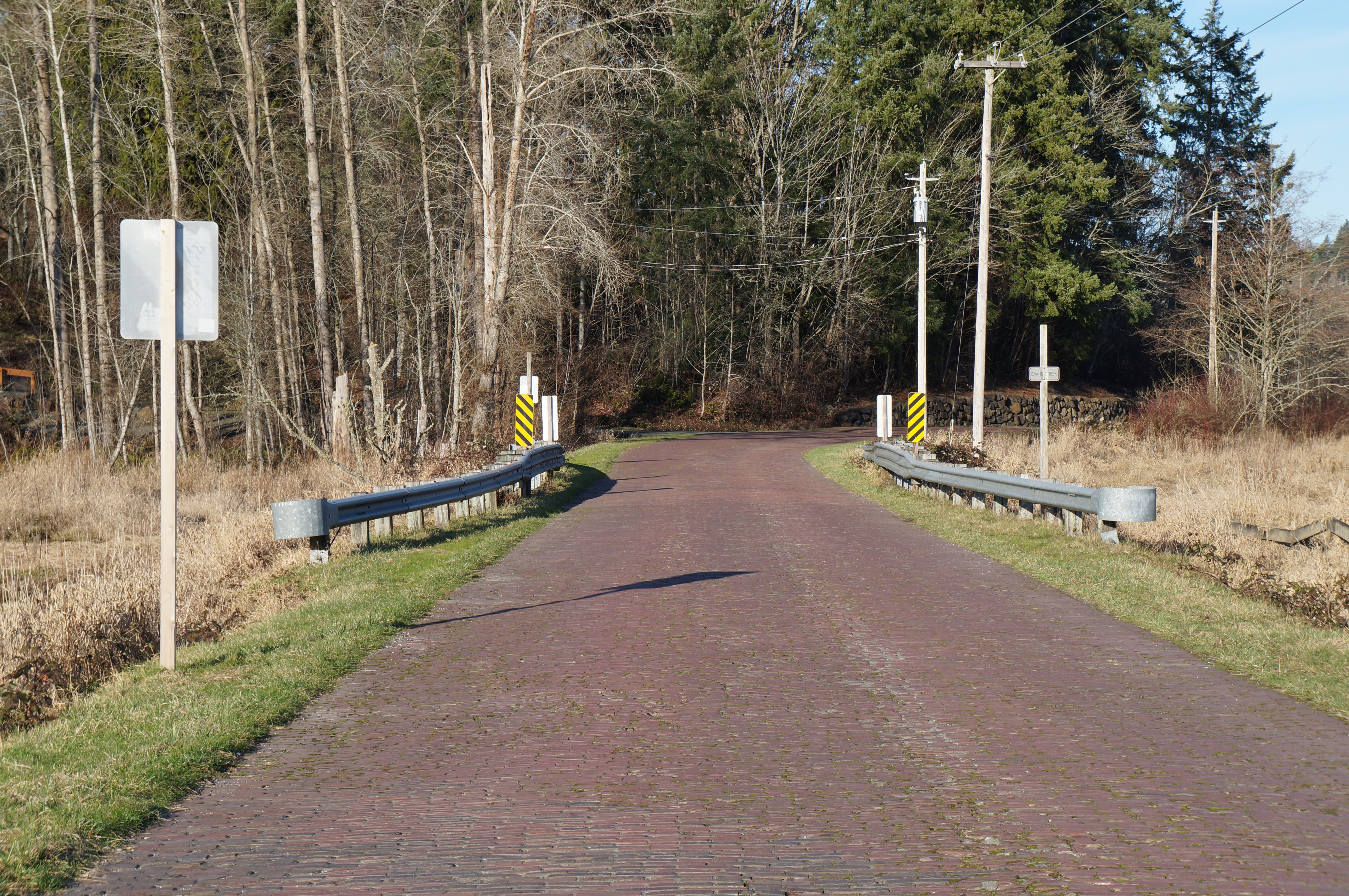
Egy megőrzött téglaút East Redmondban

King megye 1954-ben megállapodott a Dincov családdal, hogy a telkükön álló kavicsbányában kitermelést folytathassanak. A bányával szemközt élők a kitermelés leállítása érdekében javasolták, hogy East Redmond alakuljon várossá; az 1956. augusztus 14-ei szavazáson 108–67 arányban az igenek győztek. Az önkormányzat leállíttatta a kitermelést, ezért King megye kényszerintézkedéseket helyezett kilátásba, viszont a rendeletet a legfelsőbb bíróság megsemmisítette. A város a tiltó rendeletet megsértő megyei tisztviselők letartóztatásával fenyegetőzött. A lejáró engedélyek miatt a megye végül nem léphetett fel East Redmonddal szemben.
1957-ben King megyéhez a Snoqualmie-völgy lakói által aláírt petíció érkezett, melyben kérik East Redmond városi rangjának visszavonását. Indoklásuk szerint a város nem képes a Novelty Hill Road karbantartására, továbbá sebességcsapdát létesítettek az úton. Később East Redmond önkormányzatához is érkezett egy petíció, melyet a 375 lakosból 125 írt alá, azonban a legfelsőbb bíróság megállapította, hogy a petíción és a választói névjegyzékben szereplő aláírások eltérőek, valamint a visszavont aláírásokkal a listán szereplők száma nem érte el az egyszerű többséget. 1957 májusában a Novelty Hill Roadon élők sikertelenül próbáltak elszakadni East Redmondtól; a The Seattle Times tudósítása szerint többen azért szavaztak a maradásra, mert reményeik szerint később még visszavonathatják a városi rangot. Az év októberében tartott szavazáson a résztvevők 164–24 arányban a városi rang visszavonása mellett döntöttek. East Redmond területe 2,3 négyzetkilométerre csökkent és mindössze 50 lakosa maradt, azonban később a Dincov bányával együtt területe egészen a Sammamish-tóig bővült.
1962 márciusában Charles O. Carroll ügyész indítványt nyújtott be a legfelsőbb bírósághoz, miszerint East Redmond városi rangja érvénytelen. A bíróság 1962. március 10-ei döntése szerint a várossá alakulás több szempontból is érvénytelen: a település negyedrangú város volt, azonban területe a maximális 2,6 helyett 12 négyzetkilométer, lakosságszáma pedig a minimum 300 helyett mindössze 42 volt, továbbá a városi rangról történő szavazás East Redmondon kívül zajlott. A döntést követően az önkormányzat szabályos választást tartott, azonban a bíróság 1965. július 1-jei ítélete szerint a várossá alakulás törvénytelen módon történt.
East Redmond Ravensdale után King megye második feloszlott városa; területe ma Union Hill–Novelty Hill statisztikai település része.

## Népesség
Az 1960-as népszámláláskor a településnek 205 lakosa volt. A városi rang elvesztésekor a népességszám 105 főre csökkent. Az államtitkár által megrendelt, nem hivatalos számlálás szerint 1956-ban 518-an, de 1958-ban, a városi rang elvesztése utáni évben már csak 225-en éltek itt. East Redmond korábban King megye legkisebb népességű városa volt.

## Fordítás
- Ez a szócikk részben vagy egészben  az   East Redmond, Washington című angol Wikipédia-szócikk ezen változatának fordításán alapul.  Az eredeti cikk szerkesztőit annak laptörténete sorolja fel. Ez a jelzés csupán a megfogalmazás eredetét és a szerzői jogokat jelzi, nem szolgál a cikkben szereplő információk forrásmegjelöléseként.